# Anna Catharina Snijder
Anna Catharina Snijder (Kampen, 30 april 1738 – Zutphen, 12 april 1803) was een Nederlands scherprechter.

## Levensloop
Al haar rechtstreekse voorouders waren vanaf 1558 scherprechter, meer bepaald in Kampen van 1687 tot 1791. Ze was een dochter van Hans Jurijen Snijder en Sophia Charlotte Diepenbrock. Hij was scherprechter in Kampen van 1720 tot aan zijn dood in 1759 en woonde er met zijn gezin in de Oudestraat. Hij werd begraven in de Buitenkerk in Kampen. Sophia Diepenbrock was de weduwe van Juriaan van Anholt, scherprechter in Aken. Uit dit eerste huwelijk had ze een zoon, Jan von Anhalt, die scherprechter werd in Amsterdam. Een broer van Anna Catharina, Johannes Hendrikus Snijder was de laatste scherprechter van Kampen, terwijl haar zus Anna Snijder met de militaire scherprechter Hermanus van Anholt trouwde.
Zelf gereformeerd gedoopt, trouwde Anna Catharina in juni 1760 in Kampen met de lutherse Andries van Anholt (1726-1776), scherprechter in Zutphen van 1754 tot aan zijn dood. De verbintenis lag in de lijn van de talrijke huwelijken tussen scherprechtersfamilies. Het echtpaar, dat zes kinderen kreeg, werd in de Nieuwestadskerk in Zutphen begraven. 
De verbondenheid tussen de families Snijder en Van Anholt, het gevolg van talrijke huwelijken, maakte dat ze in de achttiende eeuw een dominante plaats gingen innemen in het invullen van scherprechtersvacatures.
Het laatste onderlinge huwelijk binnen deze twee families vond in 1791 plaats, toen Anna Catharina's zoon Johannes van Anholt met zijn volle nicht Catharina Snijder uit Kampen trouwde.
Toen Andries van Anholt overleed, werd aan zijn weduwe vergund om het ambt in Zutphen op zich te nemen. Ze kon hierbij rekenen op de bijstand van haar broer, scherprechter in Kampen, en van andere familieleden die scherprechter waren in onder meer Deventer, Arnhem en Nijmegen. De Zutphense stadsrekeningen tonen aan dat Anna Catharina tot aan haar dood, meer dan een kwarteeuw later, steeds de volle wedde van scherprechter genoot. Vanaf 1789 werd ze door haar zoon Hans Jurien van Anholt bijgestaan, zonder dat dit een einde maakte aan haar volwaardige aanstelling. 
Anna Catharina kon ongetwijfeld alle taken van het ambt aan, er rekening mee houdend dat in het laatste kwart van de achttiende eeuw geen doodstraffen meer werden uitgevoerd en niet meer werd gefolterd, terwijl de lijfstraffen minder belangrijk waren.

## Uitzonderlijk, maar niet uniek
De uitoefening van het ambt door een vrouw was uitzonderlijk, maar niet uniek. Ook de grootmoeder van Anna Catharina deed dit gedurende enkele jaren en stelde persoonlijk "een vrouspersoon op de kaack", die zij geselde en brandmerkte. 
Het ging om Anna Van Gelder (1671-1728) die het ambt toegewezen kreeg na het overlijden van haar man, scherprechter in Kampen. 
Het Stedelijk Museum van Zutphen bewaart de richt- of beulszwaarden die door Anna Catharina en haar voorgangers werden gebruikt.